# Sylvia Millecam
Sylvia Maria Millecam (Den Haag, 23 februari 1956 – Nijmegen, 20 augustus 2001) was een Nederlands comédienne, actrice, zangeres en presentatrice.
Ze werd bekend met haar optredens in het consumentenprogramma Ook dat nog! en het Teleac-programma Knoop in je Zakdoek, gericht op verstandelijk gehandicapten.

## Biografie

### Jeugd
Millecam werd geboren als enig kind van kok Freek Millecam († 13 maart 1997) en diens vrouw Leny Noltenius van Elsbroek († 7 september 2013) en groeide op in een katholiek gezin. Toen ze twaalf was verhuisde het gezin naar Boxmeer. Millecam was vaak in de plaatselijke schouwburg te vinden, zag er Jasperina de Jong, Neerlands Hoop en Mary Dresselhuys en besloot naar de toneelschool in Maastricht te gaan.

### Carrière
Ze begon haar carrière in het theater, waar ze onder andere speelde voor Toneelgroep Amsterdam, Globe en het Publiekstheater. Vervolgens speelde ze in de televisieserie Transport en werd ze ontdekt door Aart Staartjes, die haar in 1985 een rol gaf in de serie Geef je ouders maar weer de schuld. Ook speelde ze in de film Hector van Urbanus. 
Behalve Ook dat nog! en Knoop in je zakdoek, was Sylvia Millecam een van de presentatoren van deel 13 van Kinderen voor Kinderen (waarin ze zelf het liedje de De tafel van dertien meezong), acteerde ze in de De Sylvia Millecam Show en in Miss Millecam, beide te zien op RTL 4. Ze zat in het panel van Binnenlandse zaken, zowel de radio- als de televisievariant, maakte twee cd's en was te zien in veertien toneelstukken en drie films. 
Ook was ze te zien in de TROS-serie Sjans en in het programma Het Klokhuis speelde ze verschillende rolletjes onder meer met Aart Staartjes, Joost Prinsen, Edwin Rutten en Hans Kesting. Ze werd tweemaal verkozen tot populairste televisiepersoonlijkheid bij het TrosKompas TV-stergala.
Millecam was tot haar overlijden samen met Arnold "Nol" Willemsen. Eerder had ze een relatie met regisseur en acteur Gijs de Lange en met tekstschrijver Haye van der Heyden, met wie ze in het panel van Binnenlandse zaken zat.
Een jaar na haar overlijden werd bij de KRO de documentaire 'Sylvia Millecam, het meisje met de volgspot' uitgezonden, gemaakt door Fons de Poel en Heleen Minderaa.

### Ziekte

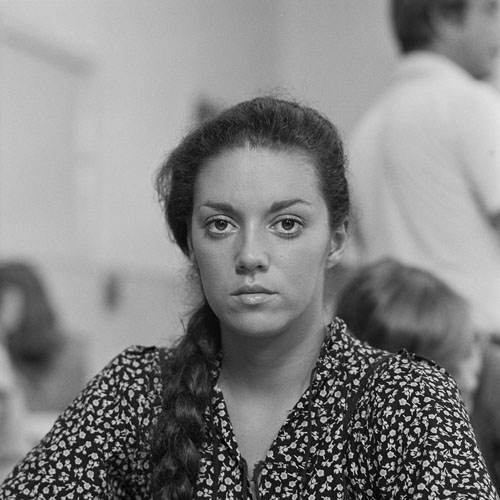
Sylvia Millecam in 1980.

Op 22 september 1999 ging Millecam naar de huisarts vanwege een knobbeltje in haar rechterborst. Deze liet een mammografie uitvoeren, maar de uitslag was niet geheel duidelijk. Daarom maakte de huisarts voor Millecam een afspraak bij een chirurg, maar zij verscheen niet op die afspraak.
Op 11 mei 2000 bezocht Sylvia Millecam een plastisch chirurg. Na een punctie werd de diagnose borstkanker gesteld en besproken. De tumor was aanzienlijk gegroeid en borstamputatie en chemotherapie waren noodzakelijk geworden, maar Millecam wees reguliere behandeling af.
Ze geloofde dat er alleen maar sprake was van een bacteriële infectie en zocht haar heil in alternatieve geneeswijzen, onder andere begeleid door het zelfbenoemd medium Jomanda. Een rol hierbij lijkt te hebben gespeeld dat haar vader enkele jaren eerder tevergeefs een chemokuur had ondergaan en ze zoiets niet zelf wilde meemaken. Tussen december 2000 en april of mei 2001 bezocht Millecam een acupuncturist.
Enige tijd verbleef Millecam thuis bij een van de alternatieve genezers, die haar slechts met paracetamol behandelde. Toen de dood onafwendbaar was, kon hij haar niet meer in zijn huis houden.
Op 17 augustus 2001 werd ze opgenomen in het UMC St Radboud te Nijmegen. Er werd een ver voortgeschreden gemetastaseerde mastitis carcinomatosa geconstateerd. Deze tumor reikte uitwendig tot aan de schouder. Inwendig was bijna de gehele rechter thoraxhelft ingenomen door tumormassa en er waren uitzaaiingen in de oksel. Millecam kreeg zuurstof en bloed toegediend. Vanwege ernstige benauwdheid kreeg zij op 19 augustus morfine. In de nacht van 19 op 20 augustus 2001 overleed ze.

## Na het overlijden

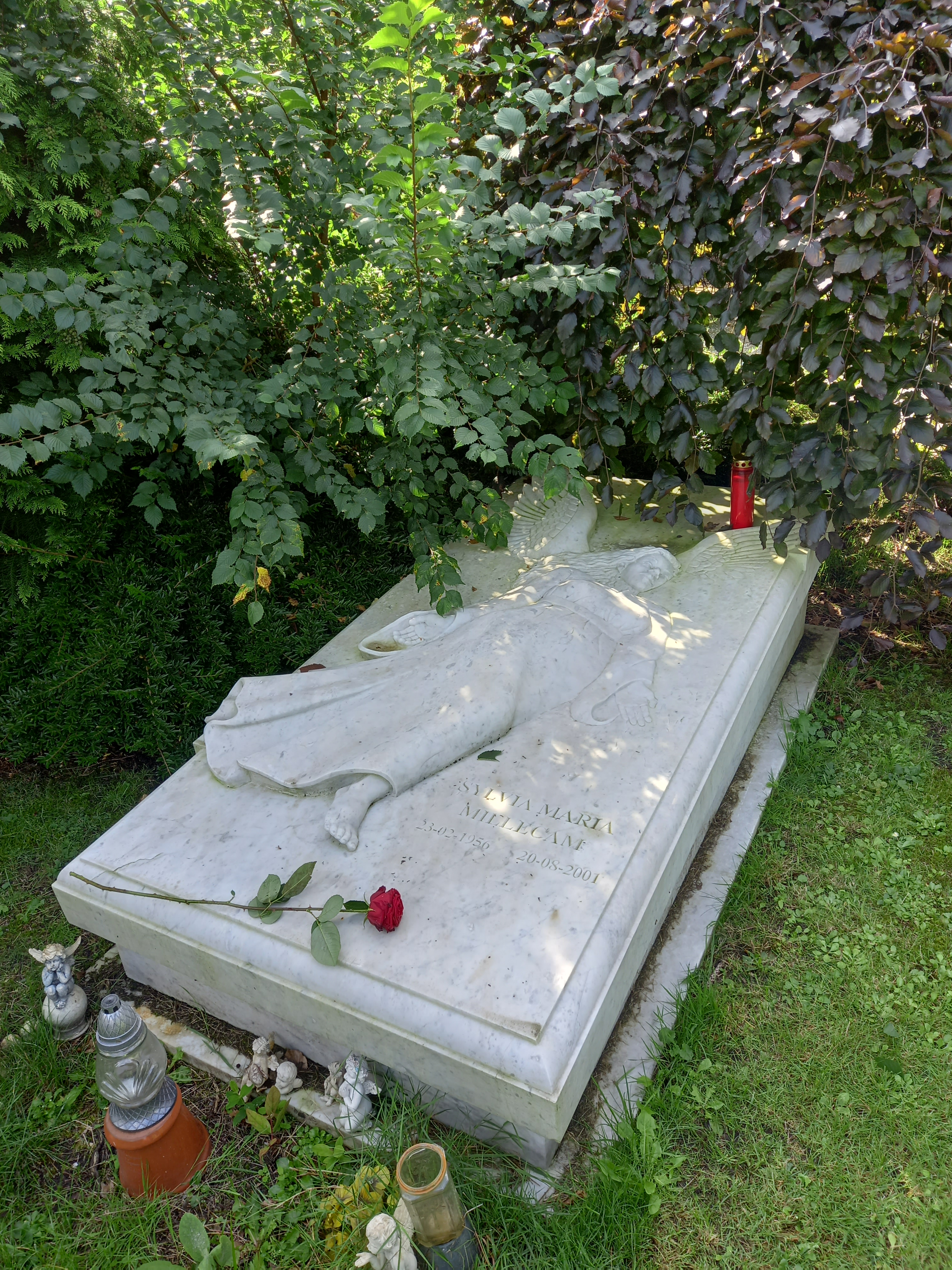
Het graf van Sylvia Millecam op Westgaarde

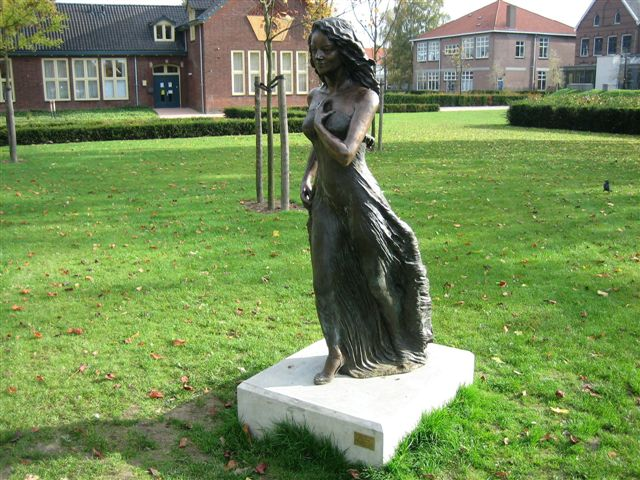
Beeld van Sylvia Millecam in Boxmeer.

Op 25 augustus 2001 werd ze onder grote belangstelling begraven op begraafplaats Westgaarde in Amsterdam.
Na haar dood kwam het 'medium' Jomanda in opspraak, omdat deze ondanks de diagnose van de reguliere geneeskundigen Millecam steeds was blijven sterken in het idee dat ze geen kanker had. Ook verschillende geneeskundigen uit het alternatieve circuit hadden de diagnose ontkend, ook al was die verkregen door medisch onderzoek aan de tumor.
De Nederlandse Inspectie voor de Gezondheidszorg voerde een onderzoek uit en rapporteerde hierover in 2004. Daaruit bleek dat tussen september 1999 en augustus 2001 bijna 30 individuele beroepsbeoefenaren of zorginstellingen zich hebben beziggehouden met Sylvia Millecam. Zij verkoos echter niet-reguliere behandelwijzen die haar geen genezing brachten en haar sterkten in haar overtuiging dat ze geen kanker kon hebben.
Er volgde ook een procedure voor het medisch tuchtcollege tegen drie artsen die Millecam hadden behandeld. Op 7 februari 2006 verzocht de Inspectie voor de Gezondheidszorg het tuchtcollege om deze artsen uit hun functie te zetten. De al eerder in opspraak geraakte alternatief genezer René Broekhuyse uit Haarzuilens had foutief geconstateerd dat Millecam alleen een infectie had. Ook de alternatief genezer Jos Koonen en de internist en natuurgeneeskundige Erik Dankmeijer stonden terecht voor het tuchtcollege.
Volgens de inspectie hebben de drie artsen Millecam misleid. René Broekhuyse, die een huisartsenpraktijk had, heeft volgens de partner van de actrice zelfs herhaaldelijk gezegd dat het geen kanker was, maar een bacterie. Internist Erik Dankmeijer uit Bunnik schreef homeopathische middelen voor, waarbij hij zich liet leiden door de inzichten van ‘medium’ Jomanda. Bovendien behandelde hij Millecam met magneetveldtherapie. Jos Koonen, die een medisch centrum in Millingen aan de Rijn heeft, zou hebben verzwegen wat de gevolgen zijn van het niet behandelen van borstkanker. Ook heeft hij Millecam niet voorgelicht over de niet-bewezen effectiviteit van alternatieve behandelmethoden. Het Openbaar Ministerie besloot uiteindelijk de twee artsen en vier alternatieve genezers (waaronder Jomanda) niet te vervolgen.
Hierop begon de Vereniging tegen de Kwakzalverij een procedure tegen het OM op basis van artikel 12 van het Wetboek van Strafvordering, een beroep dat ‘Beklag tegen niet-vervolging’ genoemd wordt. Ook de Stichting Skepsis deed dit, op 13 maart 2007. Op 9 april 2008 besliste het Gerechtshof dat Jomanda en de twee betrokken artsen alsnog strafrechtelijk vervolgd dienden te worden.
Op 8 mei 2009 begon het proces tegen Jomanda, maar zij werd vrijgesproken van hetgeen haar ten laste was gelegd. Bij beslissing van het Gerechtshof Amsterdam van 16 december 2010 werd de arts uit  Haarzuilens veroordeeld wegens "Opzettelijke benadeling van de gezondheid, terwijl het feit zwaar lichamelijk letsel ten gevolge heeft". De Hoge Raad wees het beroep in cassatie op 12 maart 2013 af.
De artsen moesten intussen in 2006 wel verschijnen voor het regionale tuchtcollege, waarna een van de drie artsen – René Broekhuyse – zijn artsentitel moest inleveren, omdat hij al eerder bij een andere zaak voor de tuchtrechter had moeten verschijnen. De andere arts en de internist werden respectievelijk voor een jaar en zes maanden uit hun beroep gezet. De artsen gingen tegen de uitspraak in beroep bij het Centraal Tuchtcollege. 
Op 19 juni 2007 kwam dit college met zijn uitspraak. De internist moest uiteindelijk zijn artsentitel permanent inleveren, omdat hij volgens het tuchtcollege zeer ernstig tekort was geschoten richting Millecam en zijn handelen niet als een incident kan worden beschouwd. Voor de andere arts bleef de schorsing van een jaar gelden.
De Vereniging tegen de Kwakzalverij wordt door de nabestaanden van Sylvia Millecam verweten een strijd te voeren tegen de alternatieve geneeswijzen ten koste van de nagedachtenis aan Sylvia Millecam.

## Oeuvre

### Filmografie
- Come-Back (1981) – Marij
- Dutch Girls (televisiefilm, 1985) – Greetje
- Hector (1987) – Ella Mattheusen
- Dorst (1988) – Linda
- Kunst en Vliegwerk (film, 1989) – Victoria
- De Gulle Minnaar (1990) – Hedda

### Televisie
- Transport (televisieserie) – VARA/BRT – Marion (1983)
- Geef je ouders maar weer de schuld – VPRO – Dolly (1985-1986)
- Het Klokhuis (televisieserie) – NOS – verschillende rollen (1988-1994)
- Ook dat nog! – KRO (1989-2001)
- Knoop in je Zakdoek – NPS (1990-2000)
- Ha, die Pa! (televisieserie) – NCRV – Wendela (afl. Een afspraakje, 1990)
- Kinderen voor Kinderen 13  – VARA – juf Rosalie (1992)
- Sjans (televisieserie) – TROS – Pamela Oudgeest (1991-1992)
- De Sylvia Millecam Show (televisieserie) – RTL 4 – Sylvia de Jong (1995)
- Pittige tijden (televisieserie) – RTL 4 – Sylvia (episode 2.2, 1997)
- Miss Millecam – RTL 4 (1996)
- Dit was het nieuws - Zichzelf (2000)

### Discografie
In 1992 bracht Millecam een Nederlandstalig minialbum uit, getiteld Zoek je herrie?. Hierop stonden vijf nummers, waaronder de single Brand, een bewerking van Fire van Pointer Sisters. Met deze single bereikte Millecam de top 20 van zowel de Nederlandse Top 40 als de Nationale Hitparade. In 1997 volgde het album Lekker puh, met eveneens Nederlandstalige covers van internationale hits.
| Album met eventuele hitnotering(en) in de Nederlandse Album Top 100 | Datum van verschijnen | Datum van binnenkomst | Hoogste positie | Aantal weken | Opmerkingen |
| ------------------------------------------------------------------- | --------------------- | --------------------- | --------------- | ------------ | ----------- |
| Zoek je herrie?                                                     | 1992                  | 05-12-1992            | 49              | 8            |             |
| Lekker puh                                                          | 1997                  | -                     |                 |              |             |

| Single met eventuele hitnotering(en) in de Nederlandse Top 40 | Datum van verschijnen | Datum van binnenkomst | Hoogste positie | Aantal weken | Opmerkingen                 |
| ------------------------------------------------------------- | --------------------- | --------------------- | --------------- | ------------ | --------------------------- |
| Brand                                                         | 1992                  | 12-12-1992            | 17              | 5            | Nr. 18 in de Single Top 100 |